# Алікулу
Алікулу (азерб. Alıqulu), також Алгулі — село у Лачинському районі Азербайджану. Село розташоване за 36 км на північний захід від районного центру, міста Лачина та між селами Пирджахан та Бюлевлік.
З 1992 по 2020 рік було під Збройні сили Вірменії окупацією і називалось Газарапат (вірм. Ղազարապատ), входячи в Кашатазький район невизнаний Нагірно-Карабаська Республіка. 1 грудня 2020 в ході Другої карабаської війни села було звільнено Збройні сили Азербайджану (вірмени трактують це як окупацію).